# 38-ма окрема бригада морської піхоти (Україна)
38-ма окрема бригада морської піхоти імені гетьмана Петра Сагайдачного (38 ОБрМП) — з'єднання морської піхоти України чисельністю в бригаду. Входить до складу 30-го корпусу морської піхоти.
Бригада формувалася на початку 2023 року. Влітку 2023 року вела бої на Донеччині в районі Великої Новосілки. Взимку 2024 року тримала оборону на Покровському напрямку.
Бригада носить ім'я Петра Конашевича-Сагайдачного — гетьмана Війська Запорозького у XVII ст.

## Історія

### Передумови
У лютому 2022 року Росія почала повномасштабне вторгнення в Україну.

### Створення
10 листопада 2022 року став днем створення 38-ї бригади морської піхоти, у місті Горішні Плавні Полтавської області.
Основою для бригади став 503-й батальйон, очолив її Герой України Євген Бова. В лютому 2023 року прем'єр Великої Британії Ріші Сунак заявив, що Лондон розширює свою програму підготовки українських військових до пілотів винищувачів та морських піхотинців. Незабаром після цієї заяви на навчання поїхав перший батальйон новоствореної 38-ї бригади. У травні 2023 року повідомлялося, що бригада, разом з 37-ю бригадою, перебувають на стадії формування.
З липня 2023 року бригада брала участь у боях на Вугледарському напрямку.
25 липня Роман Сініцин повідомив, що морпіхи бригади знищили російський ударний гелікоптер Ка-52.
В серпні 2023 року бригада разом з 35 ОБрМП, 36 ОБрМП та 37 ОБрМП брала участь у визволенні Урожайного.
З жовтня 2023 бригада була задіяна в висадці на лівому березі Дніпра в районі Херсону, а пізніше в боях за Кринки разом з іншими бригадами морської піхоти.
6 грудня 2023 року Президент України Володимир Зеленський вручив бригаді бойовий прапор.
На грудень 2024 року бригада тримала оборону на Покровському напрямку.
5 грудня 2024 року бригада відзначена почесною відзнакою «За мужність та відвагу».
На лютий 2025 року бригада входила до складу 30-го корпусу морської піхоти.
23 травня 2025 року бригада отримала почесне найменування гетьмана Петра Сагайдачного.

## Структура
- 503-й окремий батальйон морської піхоти[2]
- БУБпАК «Корсар»[13]

## Озброєння
У 2024 році стало відомо, що на озброєння бригади надійшли німецькі БМП Marder 1A3.

## Командування
- 2022—2025: полковник Бова Євгеній Петрович[2]
- з 2025: підполковник Беспалов Євген Михайлович[1]

## Втрати

### 2022
- 20 квітня 2022 — Краповой Іван. 12.10.1989, с. Дар'ївка.[15]
- 29 грудня 2022 — Андрухов Олександр («Шульц»), лейтенант. Загинув в районі Авдіївки.[16]

### 2023
- 3 жовтня 2023 - Світлишин Сергій, 35 років, старший стрілець. Ззагинув  року в бою поблизу села Миколаївка на Донеччині.
- 21 жовтня 2023 — Швець Олександр Володимирович («Швед»), молодший сержант, старший бойовий медик розвідувальної роти. 25 років, селище Красноїльськ на Буковині. Загинув у с. Кринки Херсонської області.[17]
- 13 листопада 2023 — Романюк Сергій, молодший сержант, командир віддіоення. Загинув біля села Кринки.[18]
- 1 грудня 2023 — Сікорський Віктор. 34 роки, с. Добропілля Херсонської області. Загинув в селі Кринки.[19][20]
- 3 грудня 2023 — Вань Орест. с. Оселя Львівської області.[21]
- 6 грудня 2023 — Ушмаєв Ілля Сергійович. 2 серпня 1984, м. Вільнянськ. Загинув в бою за Кринки.[22][23]
- 14 грудня 2023 — Грос Анатолій («Переводчик»). 23 роки, с. Весняне Запорізької області.[24]
- 27 грудня 2023 — Кіндер Олександр Валерійович («Кіндер»), 503-й батальйон. 1989, с. Білокриниччя Судилківської громади, Хмельниччина. Загинув в районі села Кринки на Херсонщині.[25][26]
- 27 грудня 2023 — Байденко Ігор («Дід»), 503-й батальйон. 47 років, с. Бужани Волинської області.[27]
- 29 грудня 2023 — Мельниченко Андрій («Алькапоне»), старший водій роти вогневої підтримки, 503-й батальйон. 25 років.[28]

### 2024
- 24 березня 2024 — Григор'єв Олексій Сергійович, 15.03.1980 р.н. Поранений біля н.п. Кринки Херсонської області, помер в ВМКЦ ПР міста Одеса.[29]
- 6 червня 2024 — Топчій Павло Петрович. 27 квітня 2003, с. Ганнівка. Загинув в Кринках Херсонської області.[30]
- 11 вересня 2024 — Устименко Борис Павлович («Принтер»/«Малий»). Загинув на Херсонщині.[31][32]
- 25 жовтня 2024 — Довганик Олег, 503 батальйон. 43 роки, с. Великий Дорошів Куликівської громади. Загинув поблизу міста Мирноград Донецької області.[33]
- 11 листопада 2024 - Мороз Ігор Вікторович, 31 рік. Сержант, технік роти радіоелектронної боротьби. Загинув поблизу смт Шевченко Покровського району Донецької області[34].
- 16 грудня 2024 — Романяк Роман, 21.06.1990, м. Львів.[35]

### 2025
- 10 травня 2025 — Кирилов Валентин. 14.02.2001, с. Шевченкове Миколаївської області.[36]
- 27 липня 2025 - Олійник Едуард Анатолійович,  5 жовтня 1996 року. Гранатометник 1-го розвідувального відділення розвідувального взводу 1 батальйону морської піхоти, матрос. Призваний на військову службу 2 листопада 2023 року. Загинув поблизу населеного пункту Родинське Покровського району Донецької області.

## Традиції

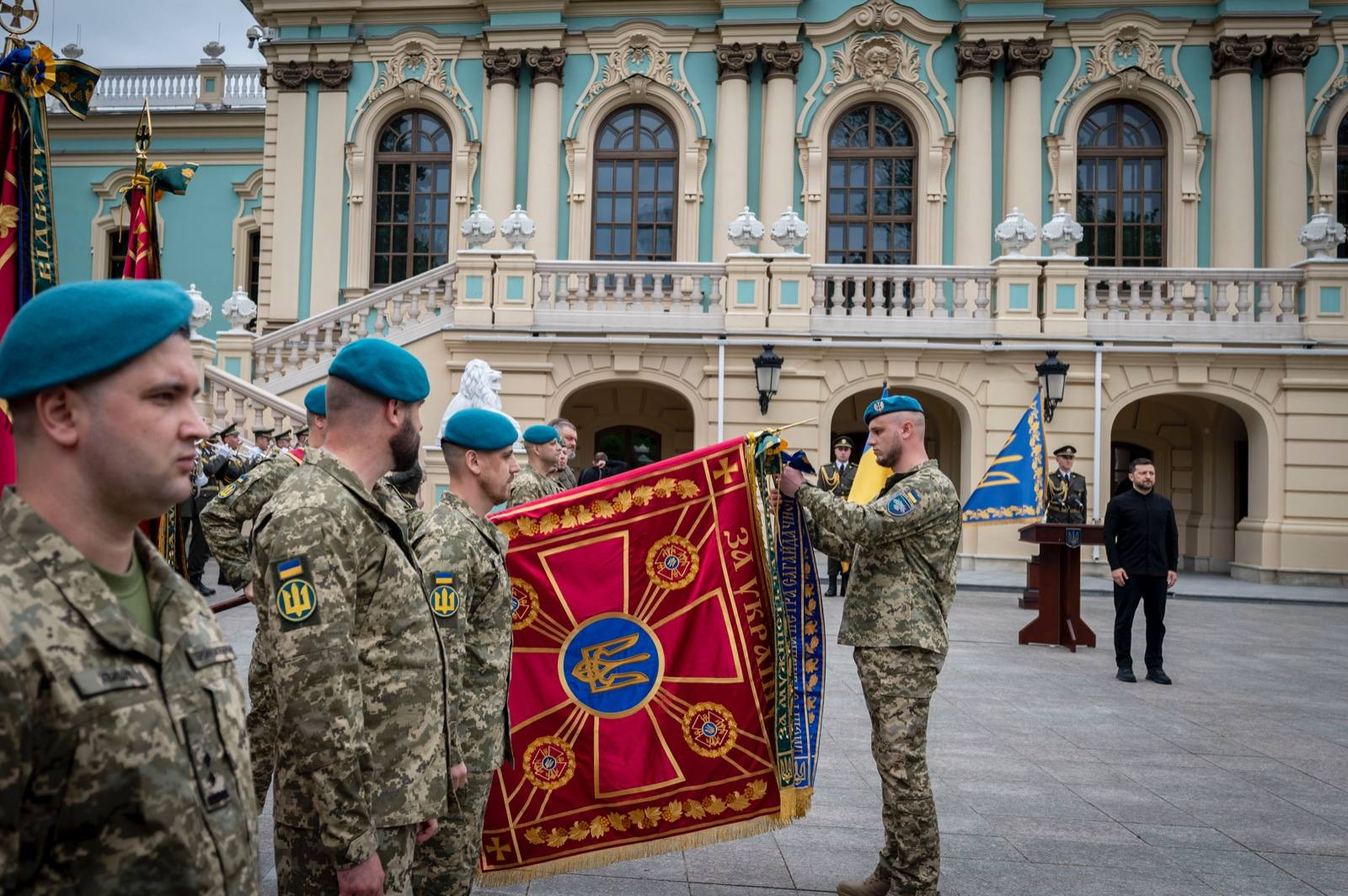
Бригада отримує стрічку почесного найменування «імені гетьмана Петра Сагайдачного» на бойовий прапор. 23 травня 2025.

6 грудня 2023 року Президент України Володимир Зеленський вручив бригаді бойовий прапор.
5 грудня 2024 року 38 окрема бригада морської піхоти Військово-Морських Сил Збройних Сил України указом Президента України Володимира Зеленського відзначена почесною відзнакою «За мужність та відвагу».
23 травня 2025 року, у День морської піхоти, указом президента України бригаді було присвоєно почесне найменування «імені гетьмана Петра Сагайдачного». З цього дня повна назва бригади — 38 окрема бригада морської піхоти імені гетьмана Петра Сагайдачного Військово-Морських Сил Збройних Сил України.

### Символ
Символом бригади є цербер — міфічний триголовий пес, який охороняє ворота до пекла, щоб жодна потойбічна істота не вторглась в світ живих. Він символ пильності, сили та вірності службовому обов'язку.
Гасло бригади, що викарбувано на нарукавному знаку: «Перемога любить вірних». Латиною «Victoria amat fidelis».